# Kajetan Lewandowski
Kajetan Lewandowski (ur. 9 grudnia 1992 w Warszawie) – polski aktor dubbingowy i filmowy.

## Życiorys
Podkładał głos Maksa w polskiej wersji serialu dla dzieci Dom dla Zmyślonych Przyjaciół pani Foster, emitowanym w stacji Cartoon Network. W 2005 za działalność w dubbingu otrzymał nagrodę kłapy, przyznawaną przez The Walt Disney Company i Empik. W 2007 zagrał jedną z głównych ról w niezależnym filmie Mój dziadek w reżyserii Michała Modlingera.
Od 2004 do 2009 i ponownie od 2016 jest reporterem programu Teleranek, emitowanego w TVP1 i TVP ABC. Wcześniej był reporterem w telewizji MiniMax w programie Podwieczorek u MiniMaxa.

## Filmografia

### Filmy
- 2007: Mój dziadek
- 2009: Demakijaż – chłopiec

### Seriale TV
- 2006: Niania – Jurek Włodeczko (odc. 33)

### Polski dubbing
- 2017:
  - Jedenastka – Rafael „Rafa” Fierro
- 2016:
  - Archie – cyberpies – Paul
  - Zamiana – Ryan
  - Gdzie jest Dory? – pasażer
- 2012:
  - Slugterra – Eli Shane
  - Level Up – Lyle
  - Koszykarze – Ousir
  - Z kopyta – Ricky Weaver
- 2011:
  - Ben 10: Ultimate Alien – Ben Tennyson
  - Taniec rządzi – Justin Starr (odc. 6)
  - Z innej beczki – Chad Dylan Cooper
- 2010:
  - Ognisty podmuch – Kenny
  - Kudłaty zaprzęg – Adam
  - Szesnaście życzeń – Mike Jensen
  - Stich! – Tonny O
  - Geronimo Stilton – Benjamin
  - Strażackie opowieści – Rudy
  - Heavy Rain – Jason Mars
  - Ja w kapeli – Tripp (odc. 1-2 – wersja pierwotna)
  - Nasza niania jest agentem – Larry
  - K-9 – Darius
  - Artur i Minimki 3. Dwa światy – Artur
- 2009:
  - Artur i zemsta Maltazara – Artur
  - Astro Boy – Astro Boy
  - Słoneczna Sonny – Chad Dylan Cooper
  - Harry Potter i Książę Półkrwi – nastoletni Voldemort
  - Program ochrony księżniczek
  - Ben 10: Obca potęga – Ben
  - Hannah Montana – David Archuleta
- 2008–2009: Nieidealna – Jake Behari
- 2008:
  - H2O – wystarczy kropla – Elliot Gilbert (odc. 42)
  - Czarodzieje z Waverly Place – Brad
  - Opowieści z Narnii: Książę Kaspian
  - Mów mi Dave
  - Kroniki Spiderwick – Jared / Simon
  - Niezwykła piątka na tropie – Nicolaus
- 2007–2009: ICarly –
  - Jeff (odc. 1),
  - Fan z Icarly (odc. 2),
  - Jake (odc. 4),
  - Ashton (odc. 13),
  - Przyjaciel Doug Todera (odc. 22),
  - Członek Muttletów (odc. 38),
  - Pete (odc. 41),
  - Hunter (odc. 54),
  - Chłopak (odc. 68)
- 2007:
  - Ben 10: Wyścig z czasem – Ben
  - Ben 10: Tajemnica Omnitrixa – Ben
  - High School Musical 2
  - Pradawny ląd – Liliput (epizod 13)
  - S.A.W. Szkolna Agencja Wywiadowcza – Chad
- 2006:
  - Magiczna kostka – Kevin
  - Skok przez płot
  - Kacper: Szkoła postrachu – Jimmy
  - Noc w muzeum – Nick
  - Neverwinter Nights 2 – Wilk
  - Artur i Minimki – Artur
  - Po rozum do mrówek – Lucas Nicle
  - Pradawny ląd – Liliput (epizod 12)
  - Straszny dom – DJ Walters
  - Mokra bajeczka – Jaś
- 2005:
  - Madagaskar
  - Ruchomy zamek Hauru – Michael
  - Mój partner z sali gimnastycznej jest małpą – Adam Leww (odc.8-39)
  - Oliver Twist – Oliver Twist
  - Tarzan 2: Początek legendy – Tarzan
  - Rekin i Lava: Przygoda w 3D – Kolega Minusa
  - Nie ma to jak hotel – „Tasiemiec”
  - Charlie i fabryka czekolady – Charlie
  - Trollz – Szymon
  - Niania – Simon Brown
  - Kim Kolwiek –
    - w Było, jest i będzie – Mały Ross,
    - w serialu – Sean – kuzyn Rossa
- 2005–2007: Awatar: Legenda Aanga
- 2005–2008: Ben 10 –
  - Ben,
  - Upgrade,
  - Dzikopysk w śnie Bena (odc. 25 Duchowe wyzwolenie),
  - Ken (odc. 46 Ken 10)
- 2004–2006: Liga Sprawiedliwych bez granic –
  - Wan-El (syn Supermana w jego marzeniach, odc. 2: Dla człowieka, który ma wszystko),
  - mały Superman (odc. 5: Dziecinada),
  - Chłopiec w czerwonej bluzie (odc. 33: Akt patriotyzmu)
- 2004:
  - Atomowa Betty – Kyle – Kuzyn Betty
  - Rybki z ferajny
  - Opowieści z Kręciołkowa
  - Ekspres polarny – Krzyś
  - Żony ze Stepford
  - Ruchomy zamek Hauru – Mark
  - Baśniowy świat 6 – Chłopiec
  - Baśniowy świat 5 – Byczek Fernando
  - Dom dla Zmyślonych Przyjaciół pani Foster – Maks
  - Yu-Gi-Oh! Ostateczne starcie – Mokuba
  - Król lew 3: Hakuna matata –
    - Piotruś Pan,
    - Zagubieni chłopcy,
    - Mały Simba
- 2003:
  - Mój brat niedźwiedź 2 – Młody Kenai
  - Jakub Jakub – Biuford
  - Gdzie jest Nemo? – Nemo
  - Kot
  - Fałszywa dwunastka – Mike Baker
  - Piotruś Pan – Michaś
- 2002:
  - Księżniczka na ziarnku grochu – Młody Otto
  - Smocze wzgórze – Kevin
  - Śnięty Mikołaj 2
  - Dzika rodzinka
  - Tego już za wiele – Sam Harris
- 2002–2005: Co nowego u Scooby’ego?
- 2001:
  - Irlandzkie szczęście – Kyle Johnson
  - Miasteczko Halloween II: Zemsta Kalabara – Dylan
- 1999: Johnny Tsunami – Johnny „Pono” Kapahała
- 1998:
  - Olinek Okrąglinek – Olinek (IV, V i VI seria)
  - Życzenie wigilijne Richiego Richa
  - Mistrzowie golfa – Peter Wiley
- 1992–1998: Batman